# Шиловка (Вологодская область)
Шиловка — деревня в Череповецком районе Вологодской области.
Входит в состав Югского сельского поселения (с 1 января 2006 года по 8 апреля 2009 года входила в Мусорское сельское поселение), с точки зрения административно-территориального деления — в Мусорский сельсовет.
Расстояние до районного центра Череповца по автодороге — 57 км, до центра муниципального образования Нового Домозерова по прямой — 24 км. Ближайшие населённые пункты — Мусора, Аксеново, Фокино.

## История
В 1966 г. указом президиума ВС РСФСР деревня Вонявино переименована в Шиловка.

## Население
| 2010 |
| ---- |
| 13   |